# Кацујоши Шинто
Кацујоши Шинто (јап. 信藤 健仁; 15. септембар 1960) бивши је јапански фудбалер.

## Каријера
Током каријере је играо за Мазда, Урава Ред Дајмондс и Белмаре Хирацука.

## Репрезентација
За репрезентацију Јапана дебитовао је 1987. године. За тај тим је одиграо 15 утакмица и постигао 1 гол.

## Статистика
| Јапан  | Јапан   | Јапан  |
| Година | Наступи | Голови |
| ------ | ------- | ------ |
| 1987.  | 2       | 0      |
| 1988.  | 3       | 0      |
| 1989.  | 8       | 1      |
| 1990.  | 2       | 0      |
| Укупно | 15      | 1      |